# شهرك سادات غتش بلند (بهمئي غرمسيري الجنوبي)
شهرك سادات غتش بلند (بالفارسية: شهرک سادات گچ‌بلند) هي قرية تقع في إيران في قسم بهمئي غرمسیري الجنوبي الريفي. يقدر عدد سكانها بـ 612 نسمة .